# Seppuku
Seppuku (切腹) je vrsta ritualnog samoubojstva, karakteristična za kulturu Japana. Sepukku je jedan od ključnih dijelova bušida, kodeksa japanskih ratnika samuraja. Samoubojstvo su činile osobe koje su izgubile čast ili im je to naredio gospodar, te kao izraz prosvjeda u slučajevima kada se vlastita moralna načela nisu slagala s gospodarovom naredbom.
U Europi i Americi je raširen izraz harakiri (腹切り), koji se u Japanu smatra neformalnim. Također postoje i nazivi kappuku (割腹) i tofuku (屠腹). Sva četiri naziva imaju (uz sitna variranja) u osnovi isto značenje: "rezanje trbuha". (Iako žene nisu počinjavale sepukku na taj način, nego zabadanjem noža u srce.)

## Ritual
Ako je bilo vremena, izvodio se cijeli ritual. Samuraj bi napisao posmrtnu pjesmu i obukao bijeli, labavi kimono. Seppuku se često izvodio u vrtu ili nekoj drugoj lokaciji na tatamiju. Kaišaku-nin (sekundant) bi stajao iza samuraja koji treba počiniti samoubojstvo dok je njegov wakizashi ili tanto (koji bi se nalazio na malenom stoliću s dijelom oštrice omotanim u papir) bio ispred njega. Kaishaku-nin bi polio svoj mač vodom i podigao ga u gotovo okomiti položaj tako da se pripremi za odrubljivanje glave. Samuraj bi zatim uzeo wakizashi, otvorio gornji dio kimona i zabio mač u trbuh, režući u dva poteza: slijeva u desno i zatim prema gore. Nakon toga bi mu kaishaku-nin na znak odrubio glavu čime se postizala brza smrt.

## Nestanak seppukua
Godine 1868. Seppuku je zabranjen u Japanu. Kad je car Hirohito, 10. kolovoza 1945. objavio kapitulaciju u ratu protiv Sjedinjenih Američkih Država, poraz je značio izgubljenu čast, i dosta Japanaca je vjerovalo da će car počiniti seppuku, što on nije učinio.
Posljednji počinitelj ove krvave tradicije bio je japanski pisac Yukio Mishima. 1970. počinio je pred novinarima najavljeni seppuku a asistirao mu je jedan prijatelj.

## Kaishaku-nin
Kaishaku-nin (jap. drugi) je bliska osoba onoga koji mora počiniti seppuku. Njegov je zadatak odrubiti glavu. Mora biti uvježban u daki-kubi tj. rez mačem tako da glava ostane spojena s ostatakom tijela tankim komadićem kože. Loše odrubljivanje je smatrano sramotom.